# Institutio christianae religionis
L'Istituzione della religione cristiana (tradotto dal latino Institutio christianae religionis) è un testo teologico scritto da Giovanni Calvino pubblicato nel 1536.
L'opera è un trattato della teologia sistematica protestante che ha avuto grande influenza nel mondo occidentale. Fu pubblicato in latino nel 1536 (nel periodo della dissoluzione dei monasteri in Inghilterra durante il regno di Enrico VIII) e nella sua lingua nativa, il francese, nel 1541; con le edizioni definitive uscite nel 1559 (latino) e nel 1560 (francese).
Il libro è stato scritto come un libro di testo introduttivo sulla fede protestante destinato ad una platea con una certa conoscenza della teologia e copre una vasta gamma di argomenti teologici provenienti dalle dottrine della Chiesa Protestante e sacramenti per giustificazione per sola fede e libertà cristiana. Ha attaccato vigorosamente gli insegnamenti di coloro che Calvino considerava non ortodossi, in particolare il cattolicesimo romano verso il quale Calvino dice che era stato "fortemente devoto" prima della sua conversione al protestantesimo.
L'Istituzione è considerata ampiamente come fonte di riferimento secondario per il sistema della dottrina adottata dalle Chiese riformate, di solito chiamato "calvinismo".

## Storia del testo
Calvino portò a termine, nell'agosto del 1535, a Basilea, la prima edizione di quella che resta la sua opera più significativa e una delle migliori, se non la migliore, per chiarezza e precisione di espressione, di tutta la Riforma: la Institutio christianae religionis. Scritta in latino e pubblicata nel marzo 1536 con una lettera di dedica a Francesco I, nella quale Calvino difende l'evangelismo dalle accuse dei suoi nemici, comprendeva soltanto sei capitoli.
Nel 1539 fu realizzata una seconda versione, pubblicata a Strasburgo, ampliata a diciassette capitoli, che conobbe una traduzione francese nel 1541, di mano dello stesso Calvino, e con diverse modifiche rispetto alla precedente. Una terza edizione latina, pubblicata ancora a Strasburgo nel 1543, raggiunse i ventun capitoli e conobbe una traduzione francese, comparsa a Ginevra nel 1545.
Dopo aver cercato di dare una struttura più organica alla materia nell'edizione successiva del 1550 - dalla quale fu tratta la prima versione in lingua italiana, pubblicata a Ginevra nel 1557 - Calvino rifuse tutta la materia, pubblicando a Ginevra l'edizione definitiva nel 1559 e la traduzione francese nel 1560, così che l'opera si presenta ora divisa in quattro libri di ottanta capitoli complessivi.

## Struttura

### I libro: la conoscenza di Dio
Il I libro si apre con l'affermazione che «Quasi tutta la somma della nostra sapienza [...] si compone di due elementi e consiste nel fatto che conoscendo Dio ciascuno di noi conosca anche se stesso»: poiché dal sentimento della nostra limitatezza «siamo condotti a riconoscere che in Dio solamente c'è vera luce di saggezza, forza stabile, ricchezza di ogni bene, purezza di giustizia», deriva che «la conoscenza di noi stessi [...] non solo ci stimola a conoscere Dio, ma anzi deve guidarci, quasi per mano, a trovarlo» (I, 1, 1).
Stabilito come vi sia «un legame reciproco tra la conoscenza di Dio e quella di noi stessi e l'una sia in relazione con l'altra» (I, 1, 3), Calvino afferma che la conoscenza di Dio è innata: tutti gli uomini hanno «in sé, per naturale sentimento, una percezione della divinità» (I, 3, 1) anche quando questo «germe di religione» degeneri in idolatria. La religione non è dunque l'invenzione «di alcuni furbi per mettere la briglia al popolo semplice» anche se ammette che uomini «astuti e abili hanno inventato non poche corruzioni per attirare il popolino a forme di insensata devozione e per spaventarlo onde divenisse più malleabile» (I, 3, 2). Se «la sua essenza è incomprensibile e la sua maestà nascosta, ben lontano da tutti i nostri sensi», se pure Dio si manifesta tuttavia attraverso la creazione che è «un'esposizione o manifestazione delle realtà invisibili» (I, 5, 1), «sebbene la maestà invisibile di Dio sia manifestata in questo specchio, noi tuttavia non abbiamo gli occhi per contemplarla finché non siamo illuminati dalla rivelazione segreta dataci dall'alto» (I, 5, 13).

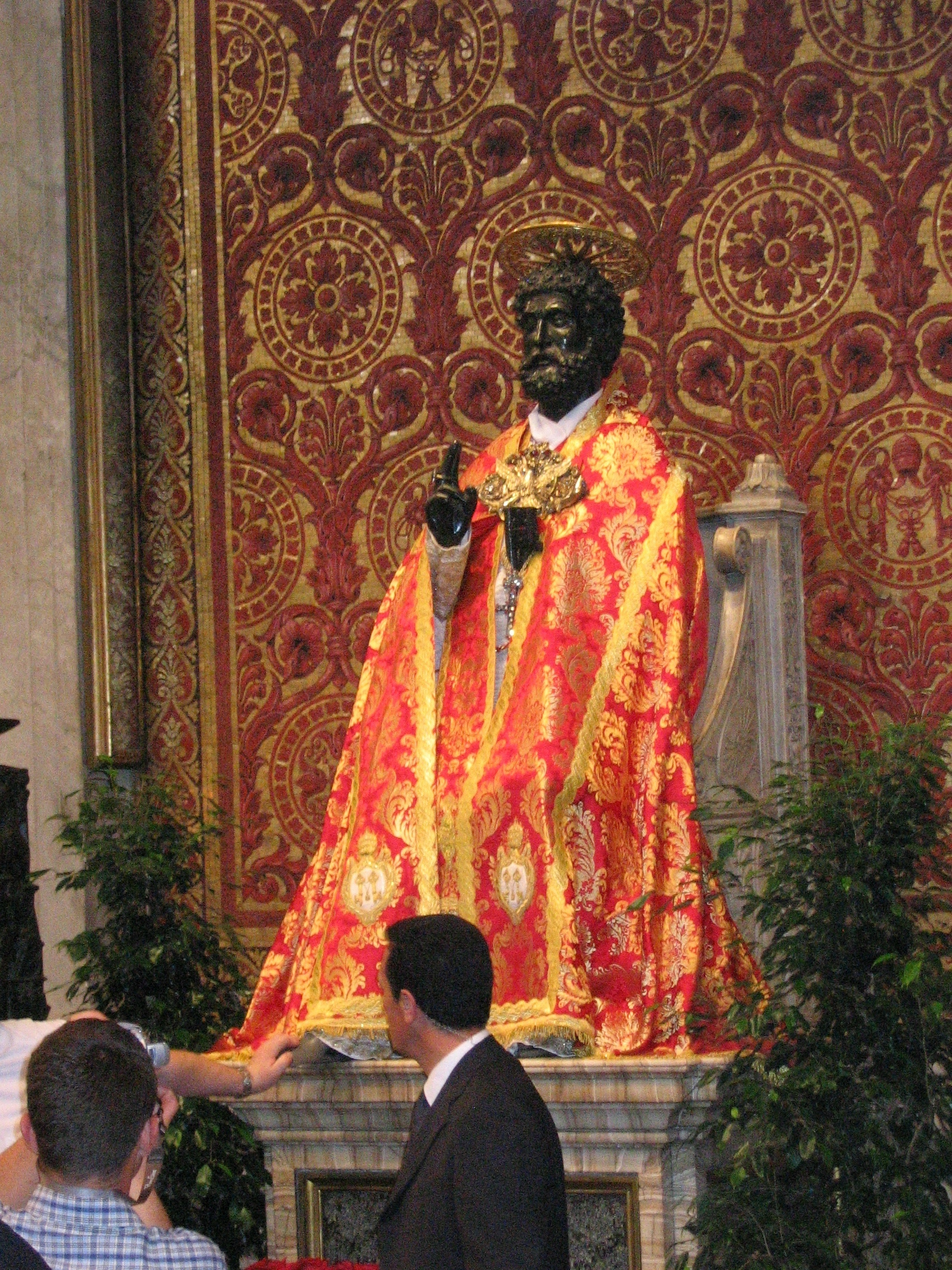
Calvino considerava una superstizione la venerazione dei santi e delle loro immagini

Si conosce Dio in modo retto solo attraverso la Scrittura, in quanto in essa viene conosciuto «non solo come creatore del mondo avente autorità e responsabilità su tutto ciò che accade, ma anche come redentore nella persona del nostro Signore Gesù Cristo» (I, 6, 1). Ma chi garantisce della autenticità della Scrittura, «che sia pervenuta sana e intera fino al nostro tempo? Chi ci persuaderà ad accettare un libro e respingerne un altro senza contraddizione?» (I, 7, 1). Non è la Chiesa ad avere «il diritto di giudizio sulla Scrittura, come se ci si dovesse tenere a quello che gli uomini hanno stabilito per sapere se è parola di Dio oppure no» perché questa, come afferma Paolo (Ef. 2, 20), è fondata sugli apostoli e sui profeti e dunque se «il fondamento della Chiesa è rappresentato dalla dottrina che ci hanno lasciata i profeti e gli apostoli, occorre che tale dottrina risulti certa prima che la Chiesa cominci ad esistere» (I, 7, 2). Solo Dio stesso è testimone di se stesso e la sua parola avrà fede negli uomini solo se «sarà suggellata dalla testimonianza interiore dello Spirito. È necessario dunque che lo stesso Spirito che ha parlato per bocca dei profeti entri nei nostri cuori e li tocchi al vivo onde persuaderli che i profeti hanno fedelmente esposto quanto era loro comandato dall'alto» (I, 7, 4).
Calvino si oppone alla raffigurazione di Dio -  «questa grossolana follia si è diffusa fra tutti gli uomini spingendoli a desiderare le immagini visibili per raffigurarsi Dio, infatti se ne sono costruite di legno, di pietra, d'oro, d'argento e di ogni materiale corruttibile» (I, 12, 1) – in quanto espressamente vietata nella Scrittura e già messa in ridicolo persino da antichi scrittori. Anche se Gregorio Magno sostenne che le immagini sono i libri dei semplici, «quello che gli uomini imparano su Dio attraverso le immagini è vano e anche illecito» (I, 12, 5): sarebbe sufficiente riflettere sul fatto che «le prostitute nei loro bordelli sono vestite più modestamente delle immagini della Vergine nei templi dei papisti. Ne più conveniente è l'acconciatura dei martiri» (I, 12, 7) e finire con l'adorare quelle immagini significa cadere nella superstizione.
Calvino ripropone la dottrina ortodossa della Trinità: Dio «si presenta quale solo Dio e si offre, per essere contemplato, distinto in tre persone» e «affinché nessuno immagini un Dio a tre teste o triplo nella sua essenza, oppure pensi che l'essenza semplice di Dio sia divisa e spartita» (I, 13, 2), chiarendo che per persona occorre intendere ipostasi o sussistenza, «una realtà presente nell'essenza di Dio, in relazione con le altre ma distinta per una proprietà incomunicabile; e questo termine presenza deve essere inteso in un senso diverso da essenza» (I, 13, 6). I termini Padre, Figlio e Spirito indicano una vera distinzione, non sono «appellativi diversi attribuiti a Dio semplicemente per definirlo in diversi modi; tuttavia dobbiamo ricordare che si tratta di una distinzione, non di una divisione» (I, 13, 17).

### II libro: la conoscenza di Cristo
Trattato di Dio creatore, ora si tratta di Gesù Cristo, il Dio redentore della «nostra misera condizione, sopravvenuta per la caduta di Adamo» (II, 1, 1). Calvino nega valore alla teoria pelagiana «che insegna all'uomo ad aver fiducia in se stesso» (II, 1, 2) e  che considera «inverosimile che i bambini nati da genitori credenti ne ricevano corruzione e li considerano invece purificati dalla purezza di questi». Per Calvino, come per Agostino, i genitori «genereranno figli colpevoli perché li generano dalla propria natura viziosa» ed essi possono essere santificati da Dio «non in virtù della loro natura» – resa perversa dal peccato originale e perciò incapaci di salvarsi da sé  – «bensì della sua grazia» (II, 1, 7).
Dopo aver analizzato le definizioni di libero arbitrio portate da Cicerone fino a Tommaso d'Aquino, passando per Crisostomo e Bernardo di Chiaravalle, rileva come essi riconoscano «all'uomo il libero arbitrio non perché abbia libera scelta tra il bene e il male, ma perché fa quello che fa volontariamente e non per costrizione. Questo è esatto. È però ridicolo attribuire qualità sì grandiose ad una realtà così fatta. Bella libertà per l'uomo il non essere costretto a servire il peccato, ma di essergli schiavo volontariamente al punto che la sua volontà sia prigioniera dei suoi legami!» (II, 2, 7).
Sulla scorta di Agostino e di Lutero, sostiene che «la volontà dell'uomo non è libera senza lo Spirito di Dio, dato che è soggetta alle proprie concupiscenze» e che «l'uomo usando male il libero arbitrio, lo ha perduto ed ha perduto se stesso: il libero arbitrio è in cattività e non può operare il bene: non sarà libero fino a che la grazia di Dio lo abbia liberato» (II, 2, 8).

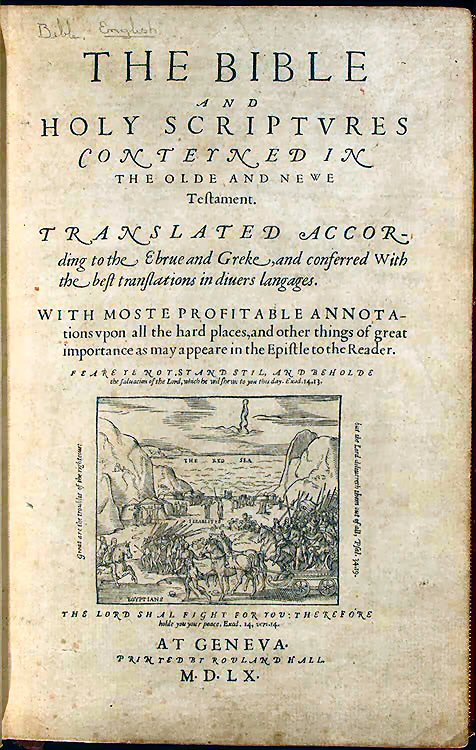
Una pagina della Bibbia di Ginevra, la versione delle Sacre Scritture tradotta da Calvino.

Se la salvezza dell'uomo è possibile solo attraverso Cristo, allora la Legge mosaica fu data per «mantenerne viva l'attesa». (II, 7, 1) e se il culto ebraico – fatto di sacrifici animali e «fumo puzzolente per riconciliarsi con Dio [...] appare un gioco sciocco e infantile» (II, 7, 2), occorre tenerne presente i simboli cui corrispondono verità spirituali. Tre sono i compiti della Legge morale: «mostrando la giustizia di Dio, la Legge fa prendere coscienza a ognuno della propria ingiustizia, convincendolo e condannandolo» (II, 7, 6) e facendo sorgere la coscienza del peccato. La seconda funzione «consiste nel ricorrere alle sanzioni per mettere un freno alla malvagità di quanti si curano di fare il bene solo quando siano costretti» (II, 7, 10), mentre la terza e principale «si esplica fra i credenti nel cui cuore già regna ed agisce lo spirito di Dio [...] per far loro sempre meglio e più sicuramente comprendere quale sia la volontà di Dio» (II, 7, 12). E tuttavia Gesù Cristo, venuto ad abolire la Legge fatta di precetti e «con la purificazione operata dalla sua morte [...] ha abolito tutte quelle pratiche esteriori con cui gli uomini si confessano debitori di Dio senza poter essere scaricati dei loro debiti» (II, 7, 17).
Esistono differenze tra il Vecchio e il Nuovo Testamento: quest'ultimo ha rivelato più chiaramente «la grazia della vita futura [...] senza ricorrere [...] a strumenti pedagogici inferiori» (II, 11, 1); il Vecchio Testamento «rappresentava la verità, ancora assente, mediante immagini; invece del corpo, aveva l'ombra (II, 11, 4), in esso vi è, come scrive Paolo nella Seconda lettera ai Corinzi, «dottrina letterale, predicazione di morte e di condanna scritta su tavole di pietra; l'Evangelo invece dottrina spirituale di vita e di giustizia scolpita nei cuori; afferma inoltre che la Legge deve essere abolita e che l'Evangelo permane» (II, 11, 7). L'Antico Testamento «genera timore e terrore nel cuore degli uomini; il Nuovo, [...] li conferma nella sicurezza e nella fiducia (II, 11, 9).
«Colui che doveva essere il nostro mediatore doveva necessariamente essere vero Dio e vero uomo». Non potendo l'uomo salire a Dio, egli discese verso l'uomo in modo che «la sua divinità e la natura umana fossero unite insieme, altrimenti non vi sarebbe stata unità sufficiente né affinità bastante per farci sperare che Dio abitasse con noi» (II, 12, 1). La riconciliazione dell'uomo con Dio, realizzando «un'obbedienza tale da soddisfare il giudizio di Dio» fu possibile proprio perché «Gesù è apparso in veste di Adamo, ne ha preso il nome mettendosi al suo posto al fine di obbedire al Padre, presentare il proprio corpo quale prezzo di soddisfazione del suo giusto giudizio e sopportare la pena che noi avevamo meritata nella carne in cui la colpa era stata commessa» (II, 12, 3).

### III libro: lo Spirito Santo
Per ottenere i benefici del sacrificio di Cristo occorre che egli «diventi nostro ed abiti in noi» mediante la fede in lui, ottenuta dall'intervento dello Spirito Santo, che «costituisce il legame mediante il quale il figlio di Dio ci unisce a sé con efficacia» (III, 1, 1) La fede non può essere che la conoscenza di Dio tratta dalla Scrittura ma se intimamente non se ne ha «certezza assoluta, l'autorità della Parola è ben debole, o del tutto nulla» (III, 2 6). Pertanto, la fede è «una conoscenza stabile e certa della buona volontà di Dio nei nostri confronti, conoscenza fondata sulla promessa gratuita data in Gesù Cristo, rivelata al nostro intendimento e suggellata nel nostro cuore dallo Spirito Santo» (III, 2 7).
Citando la Lettera ai Romani di Paolo, Calvino sostiene che «Dio, senza riguardo ad alcuna opera, sceglie coloro che ha decretato in sé [...] non otteniamo la salvezza, se non per la pura liberalità di Dio [...] e non è per dare una ricompensa, che non può essere dovuta» (III, 21, 1). La predestinazione alla salvezza, secondo Calvino, è divenuto un problema unicamente a causa dell' «audacia e della presunzione» della mente umana, desiderosa «di non lasciare a Dio nulla di segreto, di inesplorato o di non esaminato [...] è assurdo che le cose le quali Dio ha voluto tener nascoste e di cui si è serbata la conoscenza, siano impunemente valutate dagli uomini [...] i segreti della sua volontà, che ha pensato fosse opportuno comunicarci, ce li ha manifestati nella sua parola e ha ritenuto opportuno farci conoscere tutto quel che ci concerne e ci giova» (III, 21, 1).
Calvino crede nella predestinazione, «per mezzo della quale Dio ha assegnato gli uni a salvezza e gli altri a condanna eterna»; (III, 21, 5) ma non possiamo stabilire chi sia salvato e chi dannato, se non coloro «a cui Dio non solo offre la salvezza, ma dà anche una certezza tale, per cui la realtà non può essere incerta né dubbia [...] nella adozione della discendenza di Abramo è apparso chiaramente il favore generoso di Dio, che egli ha negato a tutti gli altri; ma la grazia accordata ai membri di Gesù Cristo ha ben altra preminenza di dignità, poiché essendo uniti al loro capo, non sono mai tagliati fuori dalla loro salvezza» (III, 21, 6).

### IV libro: la Chiesa
Affinché «la fede sia generata in noi, cresca e progredisca» e continui la predicazione dell'Evangelo, Dio ha istituito la Chiesa, i pastori, i dottori e i sacramenti, «strumenti particolarmente utili ad alimentare e confermare la nostra fede» (IV, 1, 1): fuori dalla Chiesa, secondo Calvino, «non si può sperare di ottenere remissione dei peccati o salvezza alcuna» (IV, 1, 4).
Vi è una Chiesa invisibile, nel senso che è formata dalla comunità degli eletti, che sono noti solo a Dio, e una Chiesa visibile, la concreta e storica comunità dei credenti, nella quale, oltre ai buoni, vi sono però anche gli ipocriti «che non hanno nulla di Gesù Cristo fuorché il nome e l'apparenza, ambiziosi gli uni, avari gli altri, maldicenti alcuni, dissoluti altri, tollerati per un certo tempo sia perché non si possono convertire con provvedimenti giuridici, sia perché la disciplina non è sempre esercitata con la fermezza che sarebbe richiesta» (IV, 1, 7). Non tutte le Chiese, che pure tali si definiscono, possono essere considerate autentiche: il criterio per riconoscere l'autentica Chiesa visibile è riscontrare se in essa «la Parola di Dio essere predicata con purezza, ed ascoltata, i sacramenti essere amministrati secondo l'istituzione di Cristo» (IV, 1, 9).
Essa viene retta preminentemente dagli apostoli, dai profeti e dagli evangelisti, alle origini, «quantunque a volte ne susciti ancora oggi quando se ne presenta la necessità», e poi dai pastori e dai dottori, secondo quanto scrive Paolo nella lettera agli Efesini. Di dottori e pastori la Chiesa non può fare a meno: «i dottori non hanno incarico disciplinare, né di amministrazione dei sacramenti, né di fare esortazioni o ammonizioni, ma solo di esporre la Scrittura affinché sia sempre conservata nella Chiesa una dottrina pura e sana. La carica di pastore invece comprende tutte queste mansioni» (IV, 3, 4).
Calvino polemizza con la Chiesa cattolica, accusandola di aver istituito articoli di fede in contrasto con le Scritture: i cattolici inventano «seguendo la loro fantasia e senza alcun riguardo per la parola di Dio, le dottrine che a loro piace [...] non considerano cristiano se non chi vive in pieno accordo con tutte le loro decisioni [...] il loro principio fondamentale è che spetti all'autorità della Chiesa creare nuovi articoli di fede» (IV, 8, 10). Essi sostengono che la Chiesa non può errare perché, essendo retta dallo Spirito Santo, può camminare sicura anche senza la Parola: questo è il punto di dissenso rilevato da Calvino. Essi «attribuiscono autorità alla Chiesa all'infuori della Parola; noi, al contrario, congiungiamo l'una e l'altra in modo inscindibile» (IV, 8, 13).

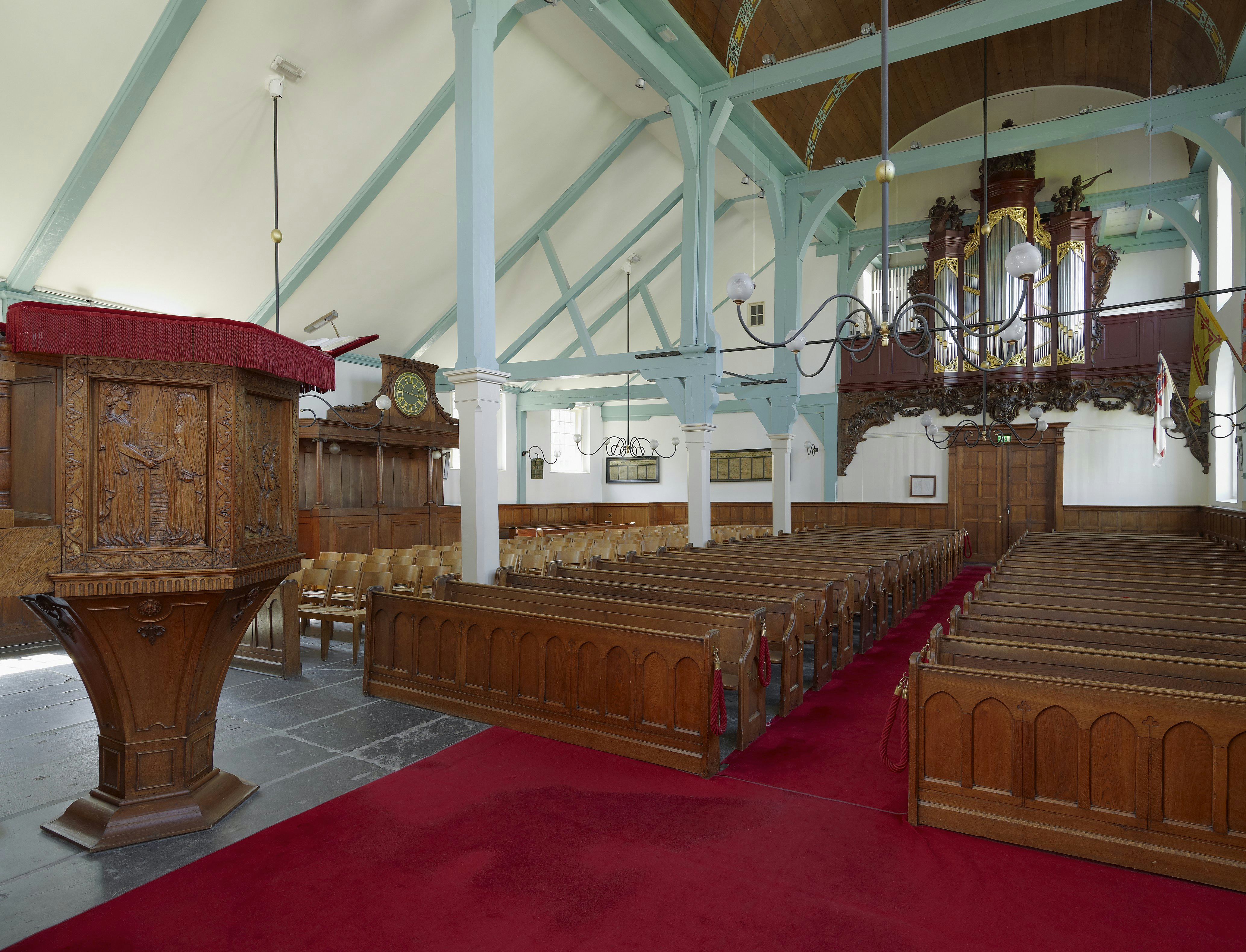
Interno della chiesa riformata inglese di Amsterdam

Definito sacramento «un segno esteriore mediante cui Dio suggella nella coscienza nostra le promesse della sua volontà di bene nei nostri riguardi, per fortificare la debolezza della nostra fede, e mediante il quale, dal canto nostro, rendiamo testimonianza, sia dinanzi a lui e agli angeli, sia davanti agli uomini, che lo consideriamo nostro Dio» (IV, 14, 1), Calvino sottolinea che essi non hanno in se stessi la facoltà di confermare e accrescere la fede, se non quando «il maestro interiore delle anime, lo Spirito, vi aggiunge la sua potenza, la sola in grado di raggiungere i cuori e toccare i sentimenti per dare accesso ai sacramenti. In assenza dello Spirito, essi non sono in grado di recare allo spirito più di quanto dia la luce del sole ad un cieco e una voce alle orecchie di un sordo» (IV, 14, 9). Calvino rifiuta i cinque sacramenti dell'ordinazione, della confessione, della cresima, del matrimonio e dell'estrema unzione, che non ravvisa essere stati istituiti nell'Evangelo ma solo dalla Chiesa medievale, mantenendo il battesimo, che «ci attesta che siano lavati» e la Cena eucaristica che siano riscattati» (IV, 14, 22).
In polemica con gli anabattisti, Calvino sostiene la validità del battesimo dei bambini. Segno mediante cui ci si dichiara membri del popolo di Dio, esso è l'equivalente della circoncisione ebraica: «se fosse sottratta a noi la testimonianza che gli Ebrei ebbero riguardo ai loro figli, la venuta di Cristo avrebbe avuto come risultato che la misericordia di Dio sarebbe meno evidente per noi di quanto lo fu per gli Ebrei» (IV, 16, 6). D'altra parte Calvino nega che la mancanza di battesimo comporti l'esclusione di per sé dalla vita eterna.
Nella Cena eucaristica il pane e il vino «rappresentano il nutrimento spirituale che riceviamo dal corpo e dal sangue di Gesù Cristo [...] affinché saziati della sua sostanza riceviamo di giorno in giorno nuovo vigore fino a giungere all'immortalità celeste».(IV, 17, 1). Calvino afferma che Cristo nella Cena, sotto i segni del pane e del vino, ci ha offerto realmente se stesso, cioè «il suo corpo e il suo sangue, nei quali ha adempiuto ogni giustizia per procurarci salvezza: e questo accade in primo luogo affinché siamo uniti in un corpo con lui; in secondo luogo affinché, resi partecipi della sua sostanza, percepiamo la sua potenza, avendo comunione a tutti i suoi benefici». (IV, 17, 10), a dimostrazione che il sacramento è costituito da tre elementi: il suo significato, cioè la promessa indicata nel segno del sacramento stesso, la materia, ossia la morte e la resurrezione di Cristo, e l'efficacia, i benefici che il credente acquisisce. In questo senso, «nella Cena, sotto i segni del pane e del vino, ci ha offerto realmente Gesù Cristo, cioè il suo corpo e il suo sangue, nei quali ha adempiuto ogni giustizia per procurarci salvezza» (IV, 17, 11).
Non bisogna concepire tale presenza «quasi il corpo di Cristo scendesse sul tavolo e fosse qui localizzato per essere toccato dalle mani, masticato in bocca e inghiottito nello stomaco. Fu papa Nicola a dettare questa bella formula a Berengario come attestato del suo pentimento. Sono parole di tale enormità da lasciare stupefatti» (IV, 17, 12).
I teologi scolastici sostenevano che Gesù Cristo non fosse rinchiuso nel pane e nel vino in forma locale, né corporale ma che Cristo fosse nelle specie, cioè nell'essenza, del pane. In questo modo, in realtà, il pane non è più pane: «Qualunque siano i termini inventati per mascherare le loro false dottrine e renderle accettabili, si ritorna pur sempre a questo punto: ciò che era pane diventa Cristo, in modo tale che, dopo la consacrazione, la sostanza di Gesù Cristo è nascosta sotto forma di pane. E questo non hanno vergogna di dirlo in modo esplicito e chiaro» (IV, 17, 13).
È la teoria della transustanziazione per la quale «i papisti combattono oggi con impegno maggiore che per tutti gli altri articoli della fede [...] il pane si è mutato nel corpo di Cristo non nel senso che il pane si è fatto corpo, ma nel senso che Gesù Cristo, per nascondersi sotto le specie del pane, annulla la sostanza di quello. Stupisce che siano caduti in tanta ignoranza, per non dire stupidità, osando contraddire, per sostenere tale mostruosità, non solo la Sacra Scrittura, ma anche ciò che era sempre stato creduto dalla Chiesa antica (IV, 17, 14).

## Bibliografia

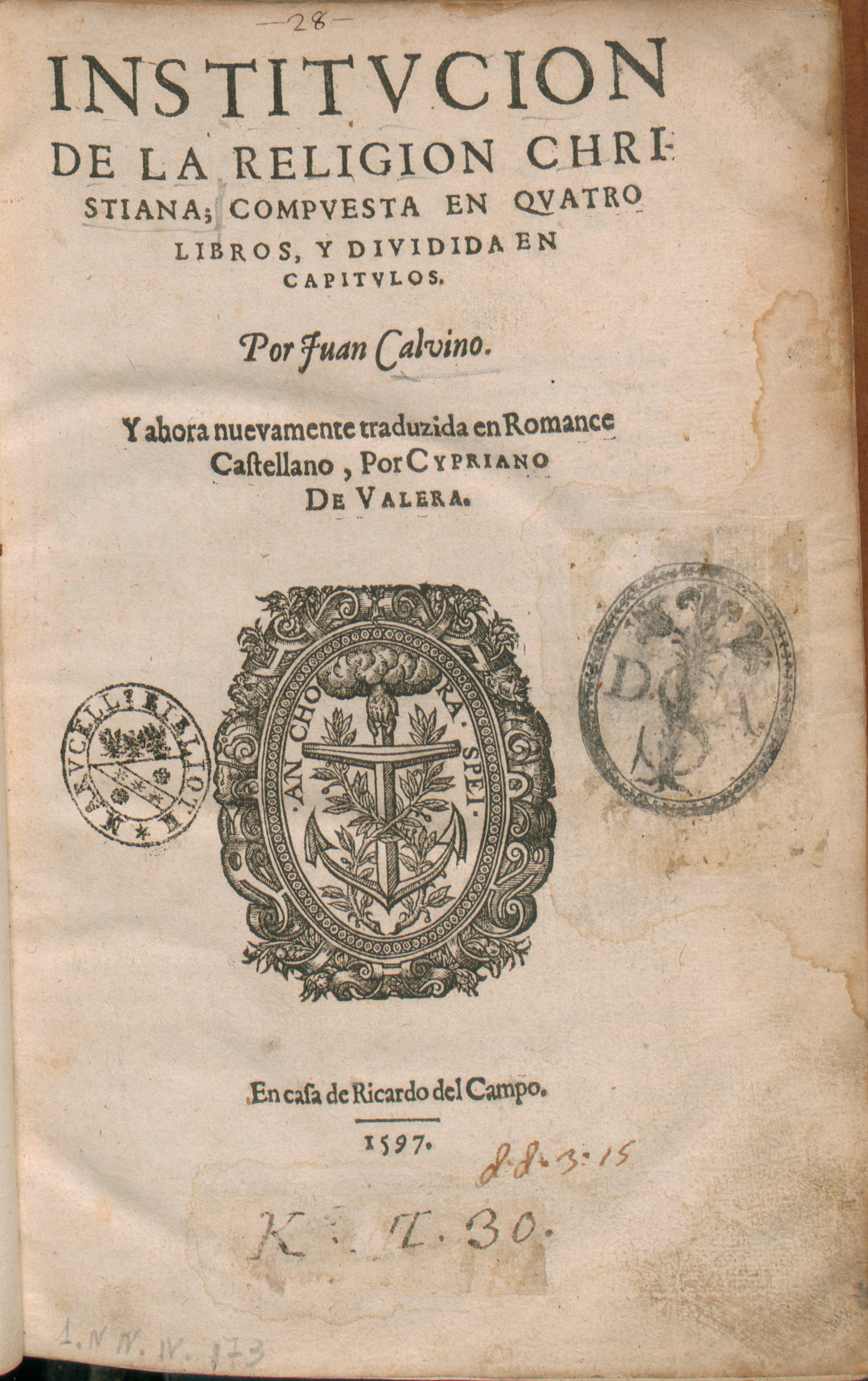
Institutio christianae religionis, 1597

### Opera omnia
- Ioannis Calvini opera quae supersunt omnia (ICO), 59 voll., Braunschweig 1863-1900

### Traduzioni italiane
- Istituzione della religione cristiana (1559), 2 voll., a cura di G. Tourn, UTET, Torino 1971